# Vandenberg AFB Silo Launch Test Facility
Vandenberg AFB Silo Lift Test Facility (SLTF) ist ein nicht mehr genutztes Raketensilo auf der Vandenberg Air Force Base in Kalifornien, USA. 
Der Startkomplex sollte der United States Air Force Erfahrungen beim Zünden von Interkontinentalraketen direkt im Silo erbringen und war damit der Prototyp für die späteren Titan-II-Raketensilos. Das Konzept beruhte auf britischen Siloentwürfen für die Blue-Streak-Mittelstreckenrakete, wurde aber für die größere Titan entsprechend verändert. Da sich die Titan II zum damaligen Zeitpunkt noch in der Entwicklungsphase befand und nicht für Testflüge bereitstand, wurde eine Titan I für den Test modifiziert. Die eingesetzte Titan I mit der Bezeichnung VJ-1 wurde an wichtigen Stellen ihrer Struktur verstärkt, um den akustischen Belastungen beim Start im Silo standzuhalten. Sie verfügte nur über eine inerte mit Wasser gefüllte zweite Stufe und einen ebenfalls inerten Wiedereintrittskörper. Der Start der Rakete am 3. Mai 1961 war der einzige Start auf der SLTF und der weltweit erste Start einer Rakete aus einem Silo.